# Neptune Islands Conservation Park
Neptune Islands Conservation Park är en park i Australien. Den ligger i delstaten South Australia, omkring 230 kilometer väster om delstatshuvudstaden Adelaide.
Trakten är glest befolkad. Det finns inga samhällen i närheten.